# Distrito de Rochechouart
El distrito de Rochechouart es un distrito (en francés: arrondissement) de Francia, que se localiza en el departamento de Alto Vienne (en francés: Haute-Vienne), de la región de Nueva Aquitania. Su capital es la ciudad de Rochechouart.

## Historia
El distrito de Rochechouart es parte del departamento de Alto Vienne desde 1800, cuando se crearon los arrondissements en Francia.

## Geografía
El distrito de Rochechouart se encuentra en el oeste del departamento de Alto Vienne. Limita al oeste y al norte con el departamento de Charente, al noreste con el distrito de Bellac, al este con el distrito de Limoges y al sur con el departamento de Dordoña.
El distrito de Rochechouart es el menor de los distritos del departamento, con una  superficie de 795,4 km². Su población es de 37 877 habitantes y tiene una densidad de población de 47,62 habitantes/km².

## División territorial

### Cantones
Luego de la reorganización de los cantones en Francia, los cantones dejaron de ser subdivisiones de los distritos por lo que podrían tener comunas que pertenecieran a distritos diferentes.
En el distrito de Rochechouart solamente hay 2 cantones y todas sus comunas están dentro del distrito. Los cantones, y sus códigos, son:
1. Rochechouart (8718), con 22 comunas; y
2. Saint-Junien (8719), con 8 comunas.

### Comunas
Las comunas, con sus códigos, del distrito de Rochechouart son:
1. Chaillac-sur-Vienne (87030)
2. Champagnac-la-Rivière (87034)
3. Champsac (87036)
4. La Chapelle-Montbrandeix (87037)
5. Chéronnac (87044)
6. Cognac-la-Forêt (87046)
7. Cussac (87054)
8. Dournazac (87060)
9. Gorre (87073)
10. Javerdat (87078)
11. Maisonnais-sur-Tardoire (87091)
12. Marval (87092)
13. Oradour-sur-Glane (87110)
14. Oradour-sur-Vayres (87111)
15. Pensol (87115)
16. Rochechouart (87126)
17. Saillat-sur-Vienne (87131)
18. Saint-Auvent (87135)
19. Saint-Bazile (87137)
20. Saint-Brice-sur-Vienne (87140)
21. Saint-Cyr (87141)
22. Saint-Junien (87154)
23. Saint-Laurent-sur-Gorre (87158)
24. Saint-Martin-de-Jussac (87164)
25. Saint-Mathieu (87168)
26. Saint-Victurnien (87185)
27. Sainte-Marie-de-Vaux (87162)
28. Les Salles-Lavauguyon (87189)
29. Vayres (87199)
30. Videix (87204)